# Japonolirion osense
Japonolirion osense là một loài thực vật có hoa trong họ Petrosaviaceae. Loài này được Nakai miêu tả khoa học đầu tiên năm 1930.